# Heilinghäusl

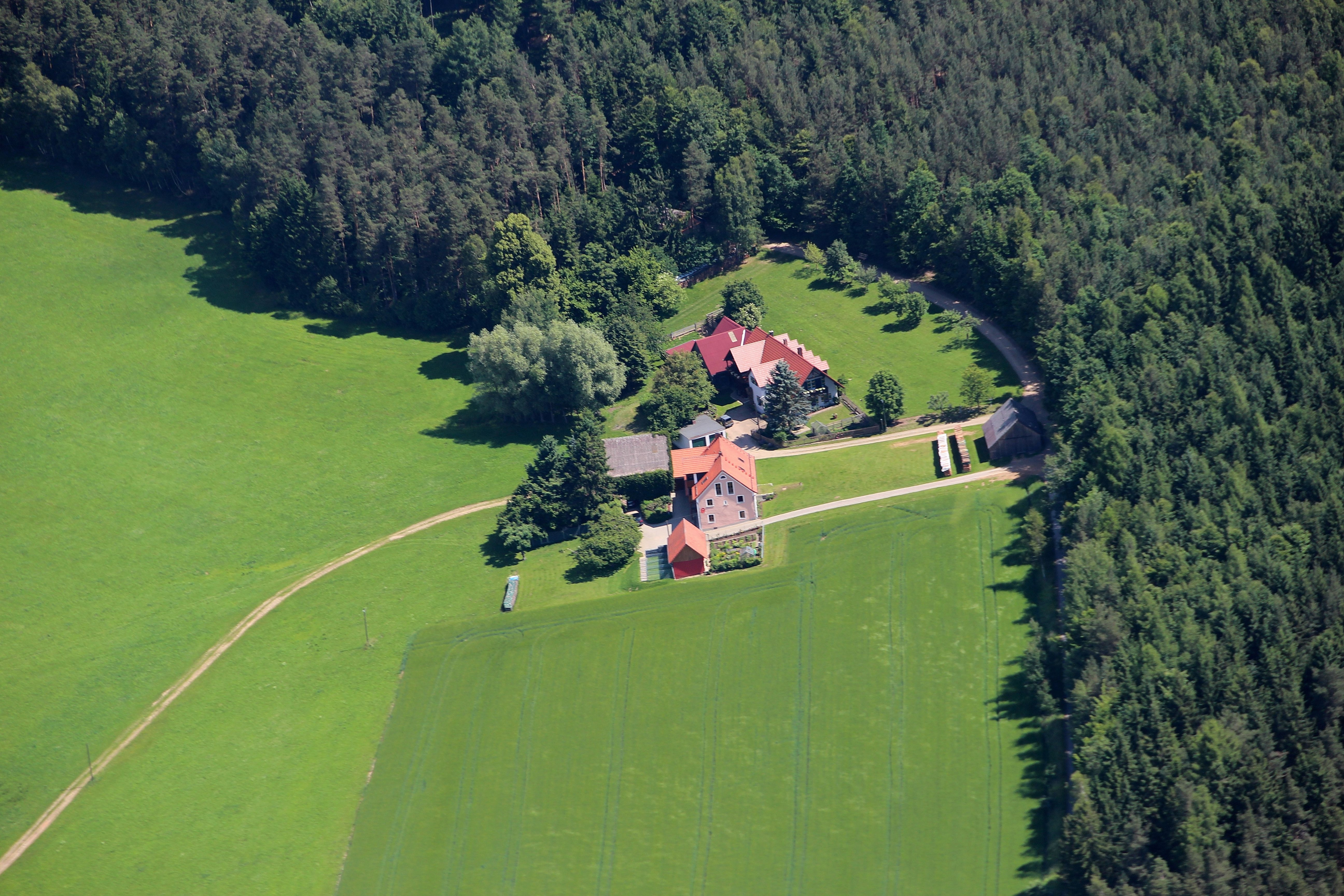
Heilinghäusl (2012)

Heilinghäusl ist ein Gemeindeteil von Gleiritsch im oberpfälzer Landkreis Schwandorf.

## Geografie
Die Einöde Heilinghäusl liegt in der Region Oberpfalz-Nord im nordöstlichen Teil des Landkreises Schwandorf, an den hier der Landkreis Neustadt an der Waldnaab angrenzt, auf der Gemarkung Bernhof. Eine Gemeindeverbindungsstraße führt von Bernhof kommend über Heilinghäusl zur Staatsstraße 2157.

## Geschichte

### Steuerdistrikt und Gemeindebildung
Das Königreich Bayern wurde 1808 in 15 Kreise eingeteilt. Diese Kreise wurden nach französischem Vorbild nach Flüssen benannt (Naabkreis, Regenkreis, Unterdonaukreis usw.). Die Kreise gliederten sich in Landgerichtsbezirke. Die Bezirke wiederum sollten in einzelne Gemeindegebiete eingeteilt werden.
Im Jahre 1830 erfolgte eine Um- und Neugliederung der Gebietskörperschaften. Zur bestehenden Gemeinde  Bernhof kamen die Boxmühle, Heilinghäusl und  Zieglhäuser hinzu.

### Auflösung der Gemeinde Bernhof
Nach dem Ende des Zweiten Weltkrieges wollte die amerikanische Militärregierung eine teilweise Neuordnung der Kommunen. Die amerikanischen Besatzer ordneten die Auflösung kleinerer Gemeinden an. Bernhof befand sich darunter. So erfolgte im Jahre 1946 die Auflösung der Gemeinde Bernhof, deren Orte Bernhof, Boxmühle, Heilinghäusl und Zieglhäuser wurden in die Gemeinde Gleiritsch eingegliedert, Oberpierlhof kam zur Gemeinde Trausnitz.

## Pfarrei
Die Bewohner von Heilinghäusl gehören zur katholischen Pfarrei Tännesberg (Landkreises Neustadt an der Waldnaab).